# Curiosità (album)
Curiosità è un mini album della cantante pop italiana Raffaella Carrà, pubblicato nel 1986 dall'etichetta discografica Fonit Cetra. È il 17º album della cantante.

## Il disco
È un vinile 12" a 33 giri composto da 4 sole tracce, due su ciascun lato, stranamente catalogato con la sigla QFC dall'unificata Fonit Cetra come fosse un Qdisc, mentre sia nel catalogo Fonit sia in quello Cetra queste tipologie di vinili appartenevano di solito alla serie EP (Extended Play).
Mai pubblicato in Italia su Compact disc, ne esiste tuttavia un'edizione non ufficiale stampata (senza rimasterizzazione) in Russia (QGM 8435411-2) nel 2004.
Le fotografie della copertina sono di Luciano Ferri.
Tra le tracce: Curiosità, Casa dolce casa e Non so chi sei erano rispettivamente la sigla di testa e le due sigle di chiusura della trasmissione televisiva Domenica in (undicesima edizione) condotta dalla cantante.
Sul DVD nel cofanetto Raffica Carrà del 2007 è disponibile il video della sola sigla iniziale.

## Tracce
Edizioni musicali Antes.
Lato A
1. Curiosità – 3:23 (testo: Alberto Testa – musica: Danilo Vaona)
2. Casa dolce casa – 3:43 (testo: Franco Migliacci – musica: Franco Bracardi, Anna Rita Della Rosa)

Lato B
1. Non so chi sei – 3:43 (testo: Franco Migliacci – musica: Franco Bracardi, Anna Rita Della Rosa)
2. Wagon Love Wagon Lit – 3:30 (testo: Franco Migliacci – musica: Franco Bracardi, Danilo Vaona)

## Formazione

### Artista
- Raffaella Carrà – voce

### Musicisti
- Danilo Vaona - tastiere, arrangiamenti
- Franco Bracardi - arrangiamenti
- Edgardo Di Carlo - programmazione tastiere
- Gianni Oddi - sassofono
- Ester Chiarenza, Loredana Maiuri, Maria Podova, Roberta Petteruti – cori